# Mieke Bal

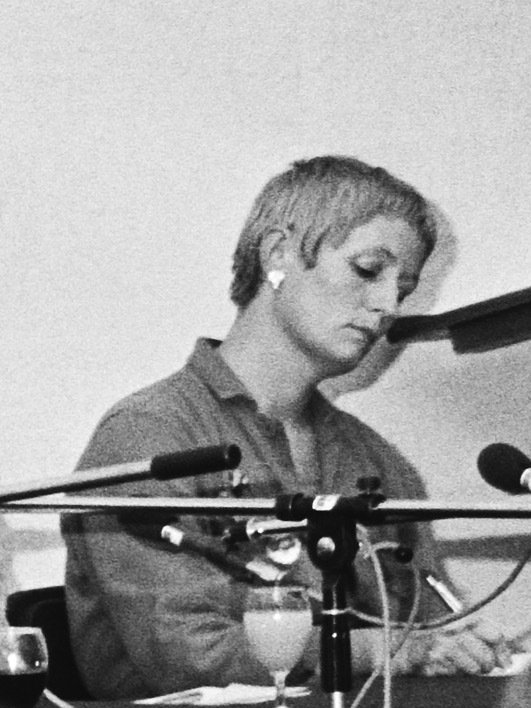
Mieke Bal (1980)

Mieke Bal (* 14. März 1946) ist eine niederländische Literaturwissenschaftlerin, Kultur- und Kunsthistorikerin sowie Filmemacherin. Sie war von 1991 bis 2011 Professorin für Literaturtheorie an der Universität Amsterdam und dort auch ab 1993 Gründungsrektorin des Amsterdamer Instituts für Kulturwissenschaften (Amsterdam School for Cultural Analysis, Theory and Interpretation, ASCA).

## Biographie
1977 promovierte sie in Französischer und Vergleichender Literaturwissenschaft an der Universität Utrecht. Von 1987 bis 1991 war Mieke Bal als Vergleichende Literaturwissenschaftlerin und Direktorin des Graduiertenprogramms am Institut für Fremde Sprachen, Literaturen und Linguistik der Universität von Rochester (New York) tätig. Von 1991 bis 1996 arbeitete sie dort als Gastprofessorin für Visuelle und Kulturelle Studien, seit 1991 aber hauptsächlich als Professorin für Literaturtheorie an der Universität Amsterdam.
Ihre Studiengebiete umfassen Literaturtheorie, Semiotik, visuelle Künste, Cultural studies, postkolonialistische und feministische Theorie, Untersuchungen französischer Literatur und Kultur, des Alten Testaments, der gegenwärtigen Kultur sowie derjenigen des 17. Jahrhunderts. Bals Arbeiten sind unter anderem beeinflusst von Judith Butler, Julia Kristeva, Gayatri Chakravorty Spivak, Gilles Deleuze, Jacques Derrida und Homi Bhabha.
Seit der Herausgabe des programmatischen Werks The Practice of Cultural Analysis: Exposing Interdisciplinary Interpretation (1999) gilt Bal auch als Verfechterin einer Reformierung der Geisteswissenschaften im Sinne einer neuen Art der Kulturanalyse, die weiterhin interdisziplinär verfahren soll, dabei jedoch gewisse Beliebigkeiten, Verflachungen (vgl. Kurzzeitstudium) und methodische Intransparenzen der Cultural Studies vermeiden möchte. In dem Buch werden sowohl theoretische Konzepte als auch praktische Anwendungsbeispiele (Modellanalysen) der Kulturanalyse präsentiert. Im Jahr 2000 erschien eine deutsche Übersetzung von einigen Aufsätzen Bals; Übertragungen ihrer Arbeiten ins Spanische und Chinesische liegen ebenfalls vor. Mieke Bals Ansatz wurde teilweise begrüßt, von einigen Kritikern jedoch eher skeptisch aufgenommen.
Zwischen 2004 und 2005 hat Mieke Bal in Zusammenarbeit mit dem Künstler Shahram Entekhabi eine Serie von Videos zum Thema Migration produziert: Glub, Road Movie, Lost in Space, eye contact.
2003 war Mieke Bal auch an der Produktion eines Films über arabische Migranten in Frankreich beteiligt. 2016 erhielt sie die Ehrendoktorwürde der Universität Luzern. 2023 wurde Bal in die American Academy of Arts and Sciences gewählt.

## Kulturanalyse und Narratologie
Bal begreift Kulturanalyse als eine Tätigkeit der eingehenden Beschäftigung mit kulturellen Objekten; Beobachter stellten hier manche Ähnlichkeiten zur Rezeptionsästhetik, zur Phänomenologie und zu den „dichten Beschreibungen“ ethnomethodologischer Analysen fest. Es werden jedoch auch kritische Tendenzen gegenüber dem anthropologischen Pantextualismus vermerkt, Bal besteht auf dem Eigensinn der visuellen Wahrnehmung.
Jedes Mal geht es dabei darum, anhand einer „nahen“, eindringlichen Analyse kultureller Objekte, oft auch in einer vergleichenden Perspektive, die in ihnen enthaltene und gestaltete Subjektivität in ihren zeitlich-gesellschaftlich-kulturellen Rahmenbedingungen und darin in ihrer Besonderheit zu erkunden. (Werner Nell)
Die Kulturwissenschaftlerin strebt dabei keine endgültig und objektiv rekonstruierte Bedeutung der analysierten Kunst- oder Kulturobjekte an.
Bal veröffentlichte schon früh Abhandlungen zur Erzähltheorie oder Narratologie, inzwischen versteht sie die „Wissenschaft vom Erzählen“ nicht mehr nur als eine Analyse bestimmter literarischer Gattungen, sondern als eine „kulturelle Kraft“: Erzählungen sind alltäglichste Sinnkonstruktion...im Erzählen werden unentwegt Weltsichten produziert, die man selbstverständlich als gültig beim Wort nehmen darf, nur eben nicht als das letzte Wort.
Zur Kultur gehört für Bal schlicht das „Exponierte“, mithin alles, was Menschen so als sinnhaft darbieten. Eine weitreichende Definition, die Marginaleres wie das Graffito einschließt und doch elegant auf klassische Beispiele von Rubens bis Bill Viola hinlenkt. Diesem „expositorischen Kulturbegriff“ zufolge gehört das Kulturelle nicht mehr zum Objekt wie etwa die Farbe zum Ölbild. Vielmehr entsteht Kultur in der Spannung zwischen Macher, Werk und Betrachter, einem produktiven Verhältnis, dem Bals Hauptinteresse gilt. Sie analysiert, was passiert, wenn wir etwa durchs Museum gehen: die stets neue Verfertigung des Sinns und der Ästhetik beim Betrachter. (Wilhelm Trapp)

## Bibliographie (Auszug)
- Lexikon der Kulturanalyse (2016), englisch: Lexicon for cultural analysis. (Kurzversion, 2013)
- Kulturanalyse (Herausgegeben und mit einem Nachwort versehen von Thomas Fechner-Smarsly und Sonja Neef, 2000, 2002)
- The Practice of Cultural Analysis: Exposing Interdisciplinary Interpretation (Herausgeberin, 1999)
- Quoting Caravaggio: Contemporary Art, Preposterous History (1999)
- Hovering between Thing and Event: Encounters with Lili Dujourie (1998, dt. Ausgabe: Schweben zwischen Gegenstand und Ereignis: Begegnungen mit Lili Dujourie [1998])
- The Mottled Screen: Reading Proust Visually (1997)
- Double Exposures: The Subject of Cultural Analysis (1996)
- Reading ‘Rembrandt’: Beyond the Word-Image Opposition (1991, 1994)
- Lethal Love: Feminist Literary Readings of Biblical Love Stories. (1987)
- Murder and difference: gender, genre, and scholarship on Sisera’s death. (1987)
- Femmes au risque d’une narratologie critique. (1986)
- De theorie de vertellen en verhalen: inleiding in de narratologie. (1986)
- En Sara in haar tent lachte-- : patriarchaat en verzet in bijbelverhalen. (1984)
- Inleiding in de literatuurwetenschap. (mit Jan Van Luxemburg und Grietje van Ginneken, 1981)
- Literaire genres en hun gebruik. (1981)
- De theorie van vertellen en verhalen. (1980), englisch: Narratology: introduction to the theory of narrative. (1985, 1997)
- Mensen van papier: over personages in de literatuur. (1979)
- Narratologie: essais sur la signification narrative dans quatre romans modernes. (1977)
- La Complexite d’un roman populaire: ambiguite dans „La Chatte“. (1974)

## Filmographie (Auswahl)
- Refugeedom (2023), mit Lena Verhoeff
- It’s About Time! Reflections on Urgency (2020)
- Don Quijote: Sad Countenances (2019)
- Reasonable Doubt (2016)
- Madame B (2013), mit Michelle Williams Gamaker
- Hubert Damisch: Thinking Aloud (2011)
- A Long History of Madness (2011), mit Michelle Williams Gamaker
- State of Suspension (2008), mit Benny Brunner
- Becoming Vera (2008), mit Alexandra Loumpet Galitzine und Michelle Williams Gamaker
- Colony (2006), mit Gary Ward, Zen Marie and Thomas Sykora
- Mille et un jours (1001 Days) (2004), mit Zen Marie, Thomas Sykora, Gary Ward und Michelle Williams Gamaker
- Three films on Louise Bourgeois (2004)